# Selenaria parapunctata
Selenaria parapunctata är en mossdjursart som beskrevs av Cook och Chimonides 1985. Selenaria parapunctata ingår i släktet Selenaria och familjen Selenariidae. Inga underarter finns listade i Catalogue of Life.